# 외이스튀르스카프타페들시슬라
외이스튀르스카프타페들시슬라(아이슬란드어: Austur-Skaftafellssýsla)는 아이슬란드의 주이다. 이 주는 동부 지역에 있다.